# Okres Sin-ču
Okres Sin-ču (čínsky 新竹縣, tongyong pinyin Sinjhú siàn, tchajwansky Sin-tek-koān) je okres na Tchaj-wanu. Jeho sousedy jsou okres I-lan, okres Miao-li, město Sin-ču a centrálně spravovaná města Tchaj-čung a Tchao-jüan.
Geograficky se okres dělí na hustě osídlenou rovinatou severní část, která hraničí s Tchajwanským průlivem a městem Sin-ču, v jehož blízkosti se nachází stanice rychlovlaků pro město i okres Sin-ču. Centrální část okresu se vyznačuje méně osídlenou kopcovitou krajinou s počtem historických měst jako Pej-pchu (Beipu). Největší část území okresu tvoří hornatá jihovýchodní část, kterou se táhnou pohoří Süe-šan a Ťia-li-šan a která je osídlena etniky domorodých obyvatel Atayal a Saisiyat. Na jihu okres hraničí s Národním parkem Shei-Pa.